# Episodi de La casa del guardaboschi (seconda stagione)
La seconda stagione della serie televisiva La casa del guardaboschi è in onda dall'8 gennaio 1991 al 2 aprile 1991 sul canale ZDF.
| nº | Titolo originale        | Titolo italiano | Prima TV Germania | Prima TV in italiano |
| -- | ----------------------- | --------------- | ----------------- | -------------------- |
| 1  | Dunkle Wolken           |                 | 8 gennaio 1991    |                      |
| 2  | Verbrannte Erinnerungen |                 | 15 gennaio 1991   |                      |
| 3  | Silvas Entscheidung     |                 | 22 gennaio 1991   |                      |
| 4  | Einladungen             |                 | 29 gennaio 1991   |                      |
| 5  | Nur eine Allergie       |                 | 5 febbraio 1991   |                      |
| 6  | Eine komplette Familie  |                 | 12 febbraio 1991  |                      |
| 7  | Hochzeit                |                 | 19 febbraio 1991  |                      |
| 8  | Vergiftete Rehe         |                 | 26 febbraio 1991  |                      |
| 9  | Manöver                 |                 | 5 marzo 1991      |                      |
| 10 | Hundert Fichten         |                 | 12 marzo 1991     |                      |
| 11 | Volles Haus             |                 | 19 marzo 1991     |                      |
| 12 | Sorgen                  |                 | 26 marzo 1991     |                      |
| 13 | Eine Entscheidung       |                 | 2 aprile 1991     |                      |